# Joa Lwest
Joa Lwest és el nom d'un duet musical format per Marc Esteve i Ferran Cortés. Originaris de Rubí, Esteve tocava la guitarra i componia música, des d'abans de la formació del duet, però va decidir associar-se a Cortés perquè fes de lletrista, cosa que va succeir durant el període de confinament per emergència sanitària de la primavera de 2020. Esteve i Cortés diuen que llurs cançons són poemes escrits a quatre mans. Tenen vocació intimista i parlen de sentiments. La seva música la qualifiquen propera al pop i al folk. A finals d'agost de 2020 encara no havien ofert cap concert oficial i comercial en directe. Les actuacions havien estat a través de mitjans digitals o en cercles reduïts d'amistats.
L'origen del nom del duet prové de l'adaptació de l'expressió en francès «être à l'ouest» un dels significats de la qual és ser una persona rara, llunàtica...